# Simion Bughici
Simion Bughici (născut Simon David, n. 14 decembrie 1914, Iași, România – d. 1 februarie 1997, București, România) a fost un politician și diplomat comunist român, de origine evreu, originar din Basarabia. Simion Bughici a fost ministru de externe al României în perioada 1952 – 1955. Simion Bughici a fost deputat în Marea Adunare Națională în sesiunile din perioada 1948 – 1975.

## Biografie
În anul 1933 a devenit membru al Partidului Comunist din România.
Bughici a fost un supraviețuitor al lagărului de concentrare de la Vapniarca, în Transnistria, unde a fost transferat după o detenție anterioară în România pentru activități comuniste. În perioada când Ana Pauker era ministru de externe al României în timpul regimului comunist, Simion Bughici a îndeplinit funcția de ambasador al României la Moscova (în anii 1949 – 1952). Mai târziu, în 1952, el i-a succedat Anei Pauker în funcția de ministru de externe între iulie 1952 – octombrie 1955. În anul 1961, Simion Bughici a fost adjunct la Direcția Economică a C.C. a PMR.

## Distincții
- Medalia „A cincea aniversare a Republicii Populare Române” (24 decembrie 1952) „pentru lupta și munca duse în vederea făuririi, consolidării și prosperării Republicii Populare Române”[5]
- Ordinul Muncii clasa I (20 decembrie 1954) „cu prilejul împlinirii a 40 de ani de la nașterea sa, pentru merite deosebite în muncă”[6]
- Ordinul „23 August” clasa a II-a (12 august 1959) „pentru îndelungată activitate în mișcarea muncitorească, pentru contribuția activă la răsturnarea dictaturii militaro-fasciste și instaurarea regimului democrat-popular, pentru merite deosebite în opera de construire a socialismului”[7]
- Medalia „40 de ani de la înființarea Partidului Comunist din Romînia” (6 mai 1961) „pentru activitate îndelungată în mișcarea muncitorească și merite în opera de construire a socialismului”[8]
- Ordinul „23 August” clasa I (18 august 1964) „pentru merite deosebite în opera de construire a socialismului, cu prilejul celei de a XX-a aniversări a eliberării patriei”[9]
- Ordinul „Tudor Vladimirescu” clasa a II-a (30 aprilie 1966) „cu prilejul celei de-a 45-a aniversări de la înființarea Partidului Comunist din România, pentru îndelungată activitate în mișcarea muncitorească și merite deosebite în opera de construire a socialismului”[10]
- Ordinul „Steaua Republicii Socialiste România” clasa I (4 mai 1971) „cu prilejul aniversării a 50 de ani de la constituirea Partidului Comunist Român, [...] pentru activitate îndelungată în mișcarea muncitorească și merite deosebite în opera de construire a socialismului”[11]